# ФК Јединство Брчко
ФК Јединство је фудбалски клуб из Брчког, Дистрикт Брчко, Босна и Херцеговина, угашен од априла 2022. године. 

## Историја
Клуб је основан 1919. године.

## Трофеји
- Друга лига Републике Српске:
  - Првак (2): 2016/17 (исток), 2018/19 (исток)

- Куп Републике Српске:
  -  Победник (2): 2002/03, 2004/05.